# 巴尔热姆
巴尔热姆（法語：Bargème，法語發音：[baʁʒɛm]）是法国普罗旺斯-阿尔卑斯-蓝色海岸大区瓦尔省的一个市镇，属于德拉吉尼昂区。

## 地理
巴尔热姆（43°43'48"N, 6°34'23"E）面积27.95 平方千米，位于法国普罗旺斯-阿尔卑斯-蓝色海岸大区瓦尔省，该省份为法国东南部沿海省份，北起上普罗旺斯阿尔卑斯省，西北角与沃克吕兹省接壤，西接罗讷河口省，南濒地中海，东临滨海阿尔卑斯省。
与巴尔热姆接壤的市镇（或旧市镇、城区）包括：拉马特尔、拉巴斯蒂德、布勒农、阿尔蒂比河畔孔普斯、拉罗克埃斯克拉蓬、塞扬。

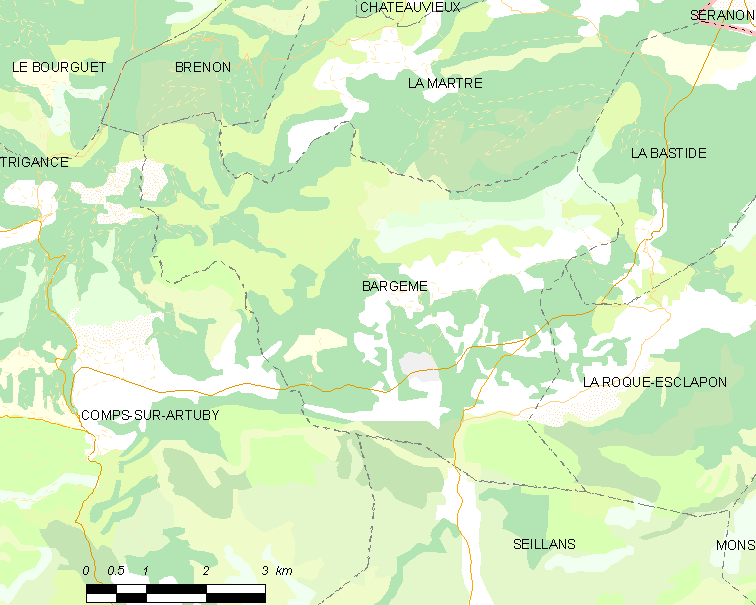
巴尔热姆的OSM定位图

巴尔热姆的时区为UTC+01:00、UTC+02:00（夏令时）。

## 行政
巴尔热姆的邮政编码为83840，INSEE市镇编码为83010。

## 政治
巴尔热姆所属的省级选区为弗拉约斯克县。

## 人口

1962-2008年间巴尔热姆人口变化图示

巴尔热姆于2022年1月1日时的人口数量为214人。